# Deutsche Johann Strauss Gesellschaft
Die Deutsche Johann Strauss Gesellschaft (DJSG) ist ein 1975 in Hamburg gegründeter musikhistorischer Verein, der seit 1991 seinen Sitz in Coburg hat. Nach eigenen Angaben hat der Verein etwa 220 Mitglieder, überwiegend in Deutschland, aber auch in der Schweiz, Österreich, Großbritannien, Schweden, den Niederlanden und den USA. Erster Vorsitzender ist seit 2012 Ingolf Roßberg, der diese Funktion geschäftsführend bereits 2011 übernahm.

## Geschichte und Aktivitäten
Der österreichische Komponist Johann Strauss (Sohn) wurde 1887 durch Naturalisation Bürger des Herzogtums Sachsen-Coburg-Gotha und damit deutscher Staatsbürger, als der er 1899 in Wien verstarb (seine Ehefrau, die gleichfalls Deutsche wurde, starb 1930 in Wien).
Die Deutsche Johann Strauss Gesellschaft setzt sich für die Aufführung der originalen, unbearbeiteten, Musik von Johann Strauss (Sohn), seiner Familie und seiner Zeitgenossen ein. Mitglieder der Gesellschaft widmen sich der Erforschung und Veröffentlichung zu den originalen Quellen der Musik, zu diesen gehörte auch der frühere 1. Vorsitzende des Vereines, der 2021 verstorbene Norbert Linke, der seit 2013 Ehrenmitglied der Gesellschaft war. Andere wiederum sind bei der Erforschung kulturhistorischer Zusammenhänge tätig, dazu gehört unter anderen der Wiener Musikforscher Helmut Reichenauer.
Zu ihrem Wirkungsfeld gehörten die Mitveranstaltung der jährlichen „Bad Reichenhaller Johann-Strauss-Tage“, die vor allem durch den Chefdirigenten der Bad Reichenhaller Philharmonie, Christian Simonis (damals auch Mitglied des Vorstandes), organisiert wurden und das Auftreten als Veranstalter der alle drei Jahre stattfindenden „Johann-Strauss-Tage“ in Coburg (zuletzt Pandemie-bedingt in kleinem Rahmen 2021). Ebenfalls wurden Ausstellungen zu Strauss (Sohn) und seiner Familie organisiert.
Eine enge Verbindung bestand zur Staatsoperette Dresden, aber auch zu zahlreichen weiteren Bühnen und Orchestern, gleichfalls unterstützte und unterstützte der Verein und seine Mitglieder die Gründung und den Betrieb des Museums der Johann Strauss Dynastie in Wien während seines Bestehens bis zu dessen unfreiwilliger Schließung. International hat sie Kontakte zu befreundeten Gesellschaften in Österreich, Großbritannien, Schweden, Kanada und Japan.
Der Verein initiierte 1991 die Wiedergründung der Johann-Strauss (Sohn)-Stiftung in Coburg, die historisch auf Legaten beruht, die von Johann Strauss (Sohn) 1887 in Coburg gestiftet, jedoch durch Zeitablauf wertlos geworden waren. Sie wurde schließlich 1992 gegründet und wird seit 1993 von der Stadt Coburg als fiduziarische Stiftung treuhänderisch verwaltet. Das Stiftungsvermögen beträgt knapp 100.000 Euro (2021).
Der Verein gibt eine regelmäßige Zeitschrift heraus: 1975 erschien die erste Nummer der Flugschriften (benannt nach einem Walzer, op. 300, von Strauss (Sohn)). Mit der Verlegung des Sitzes der Gesellschaft nach Coburg wurde die Zeitschrift 1991 in Neues Leben (nach der Polka francaise, op. 278) umbenannt. Nach in der Regel einmal jährlichem Erscheinen neben einem Newsletter Telegramme (ebenfalls nach einem Walzer von Strauss (Sohn), op. 318), der 2013 letztmals erschien, erscheint Neues Leben seit 2012 mit in der Regel zwei bis drei Ausgaben pro Jahr. Neben zahlreichen Fachbeiträgen erscheinen in ihr Rezensionen von Bühnenwerken, Konzerten und Literatur sowie Angaben zu Vereinsaktivitäten.
Der seit 1978 aufgebaute Archivbestand, der auch laufend Ergänzung erfährt, befindet sich seit 1994 in den Räumen der Landesbibliothek Coburg und ist öffentlich zugängig.
Der Verein vergibt in unregelmäßigen Abständen das Stipendium der Deutschen Johann Strauss Gesellschaft an begabte Musikstudenten, vorzugsweise aus dem oberfränkischen Raum.
Vorsitzende waren bzw. sind (nicht vollständig):
- Joachim Viedebantt (1975–1978)
- Norbert Linke (1985–1991)
- Arthur Kulling (1991–2006)
- Ralph Braun (2007–2011)
- Ingolf Roßberg (2011–2012 amtierend, seit 2012 gewählt)